# 3月25日
3月25日（さんがつにじゅうごにち）は、グレゴリオ暦で年始から84日目（閏年では85日目）にあたり、年末まであと281日ある。

## できごと

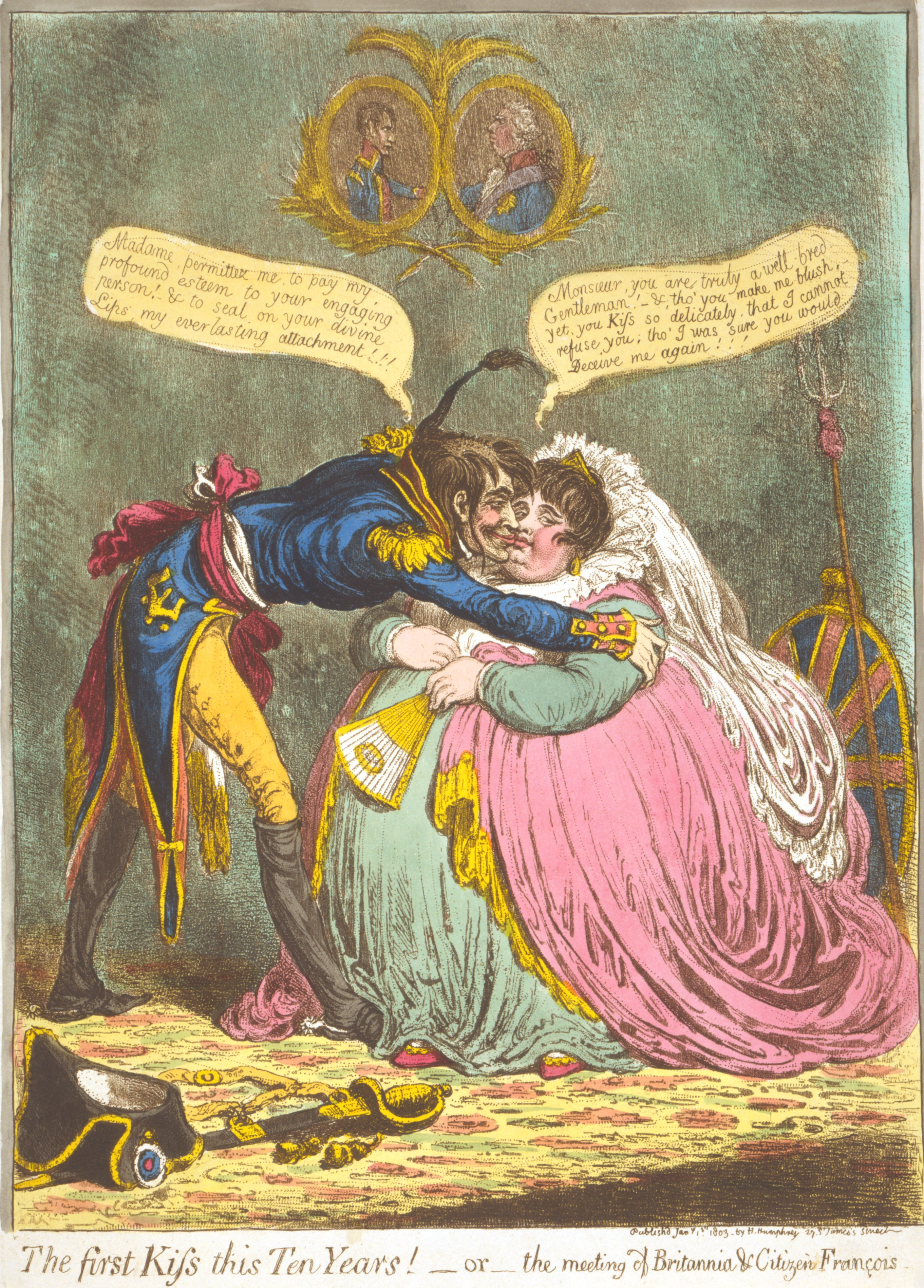
アミアンの和約(1802)。画像はジェイムズ・ギルレイの風刺画「10年ぶりのキス！」

- 708年 - コンスタンティヌス (ローマ教皇)が教皇に就任
- 807年（大同2年2月13日） - 『古語拾遺』が上梓される[1]。
- 940年（天慶3年2月14日） - 承平天慶の乱: 平将門と追討の平貞盛・藤原秀郷の軍勢が激突し、将門が討ち死にする。
- 958年（天徳2年3月3日） - 大宰大弐小野好古が、大宰府で曲水の宴を創始[2]。
- 1306年 - ロバート1世がスコットランド王に即位。
- 1409年 - 教会大分裂の事態収拾のためピサ教会会議が開会。
- 1655年 - オランダの天文学者ホイヘンスが土星の第6衛星タイタンを発見[3]。
- 1776年 - アメリカ独立戦争: サンピエールの戦い。
- 1802年 - アミアンの和約（英仏の講和条約）が結ばれる。
- 1807年 - 奴隷制度廃止運動: イギリス議会で奴隷貿易廃止法が可決。
- 1837年（天保8年2月19日） - 大塩平八郎の乱。
- 1848年 - バイエルン王国でマクシミリアン2世即位
- 1878年 - 東京虎ノ門の工部大学校で開かれた中央電信局の開局祝賀会で、50個のアーク灯が灯もされる。日本初の電灯の点灯。
- 1900年 - イギリス政府がアシャンティ王国に対し黄金の床几を要求。黄金の床几戦争の引き金となる。
- 1910年 - 嵐山電車軌道（現在の京福電気鉄道嵐山本線）が、京都駅（現在の四条大宮駅）〜嵐山駅間で開業。
- 1911年 - ニューヨークでトライアングルシャツウェスト工場火災が発生。工員146人が死亡。
- 1915年 - 第12回衆議院議員総選挙。
- 1918年 - ベラルーシ人民共和国が独立を宣言。
- 1918年 - 茨城県水戸市で大火。約1100戸が焼失。原因は蒸気機関車の火の粉[4]。
- 1926年 - 朴烈事件: 朴烈と金子文子に対し死刑判決。
- 1936年 - 三重県四日市市で国産振興四日市大博覧会が開幕。
- 1941年 - 第二次世界大戦: ユーゴスラビア王国が日独伊三国軍事同盟に加盟。2日後にクーデターによる政権崩壊で離脱。
- 1943年 - 黒澤明の初監督作品『姿三四郎』が封切り。
- 1943年 - 日本初の長編アニメーション映画『桃太郎の海鷲』が劇場公開[5]。
- 1951年 - 山梨県内で偽札偽造団が摘発（チ-5号事件）。
- 1952年 - 長野県かつ大都市圏以外で日本で最初に開局した民間放送局・信越放送（当時・信濃放送）開局。
- 1957年 - ローマ条約調印。
- 1957年 - 広島県尾道市の千光寺山に架かる千光寺ロープウェイが開業。
- 1975年 - サウジアラビア国王ファイサルが甥のファイサル・ビン・ムサーイド王子により暗殺。
- 1975年 - 読売新聞の提携姉妹紙・中部読売新聞が名古屋市で創刊（1988年6月1日に題号を『読売新聞』に改題）。
- 1977年 - 福岡県平尾台で行われていた野焼きで、消防署員が巻き込まれて5人が殉職[6]。
- 1981年 - 大韓民国（第五共和国時代）で、第11代総選挙が行なわれる。
- 1985年 - 国鉄のプリペイドカード・オレンジカードが発売開始。
- 1988年 - 石川県のJR西日本・能登線が第三セクター鉄道・のと鉄道に転換。
- 1989年 - みなとみらい21地区で横浜博覧会 (YES'89) 開催。10月1日まで。
- 1989年 - 新日本製鐵釜石製鐵所の高炉・転炉が休止。
- 1989年 - 樽見鉄道樽見線が全線開通。
- 1990年 - ニューヨークにてハッピーランド放火事件が発生し、87人が死亡。
- 1991年 - 桃花台新交通桃花台線（ピーチライナー）が開業。
- 1992年 - ハウステンボスが開園。
- 1993年 - 長野自動車道が全線開通。
- 1993年 - NECホームエレクトロニクスがPCエンジンDuo-Rを発売。
- 1995年 - ウォード・カニンガムが最初のウィキサイト「WikiWikiWeb」を開設。
- 1995年 - 門司港レトロがオープン。
- 1996年 - TBSビデオ問題: TBSがオウム真理教に坂本弁護士のビデオテープを見せたことを認める。
- 1996年 - 百武彗星 (C/1996 B2)が地球に最接近[7]。
- 2005年 - 2005年日本国際博覧会（愛知万博、愛・地球博）が開幕。
- 2007年 - 能登半島地震。
- 2008年 - 岡山駅突き落とし事件。
- 2010年 - 四国ガスが一酸化炭素を含まない都市ガスへの転換を完了。日本全国の都市ガスが一酸化炭素を含まないものになる[8]。
- 2013年 - 一票の格差について、広島高裁が第46回衆議院議員総選挙広島1区と広島2区の選挙を「違憲、無効」と判断。選挙を無効とする初の判決[9]。
- 2018年 - ケメロヴォショッピングセンター火災が発生[10]。
- 2018年 - 金正恩党委員長が就任北朝鮮最高指導者後初の外遊となる中国を非公式訪問し、習近平党総書記と会談[11]。
- 2022年 - 北朝鮮が3月24日に新型ICBMミサイル火星17を発射したと発表。米国全土を射程内に入れる飛行能力があると分析された[12]。
- 2025年 - 東京地裁が 旧統一教会に対し、宗教法人法に基づき、解散を命じる決定を下す。法令違反による解散命令は3例目で、民法上の不法行為が根拠となるのは初めて[13]。

## 誕生日

### 人物

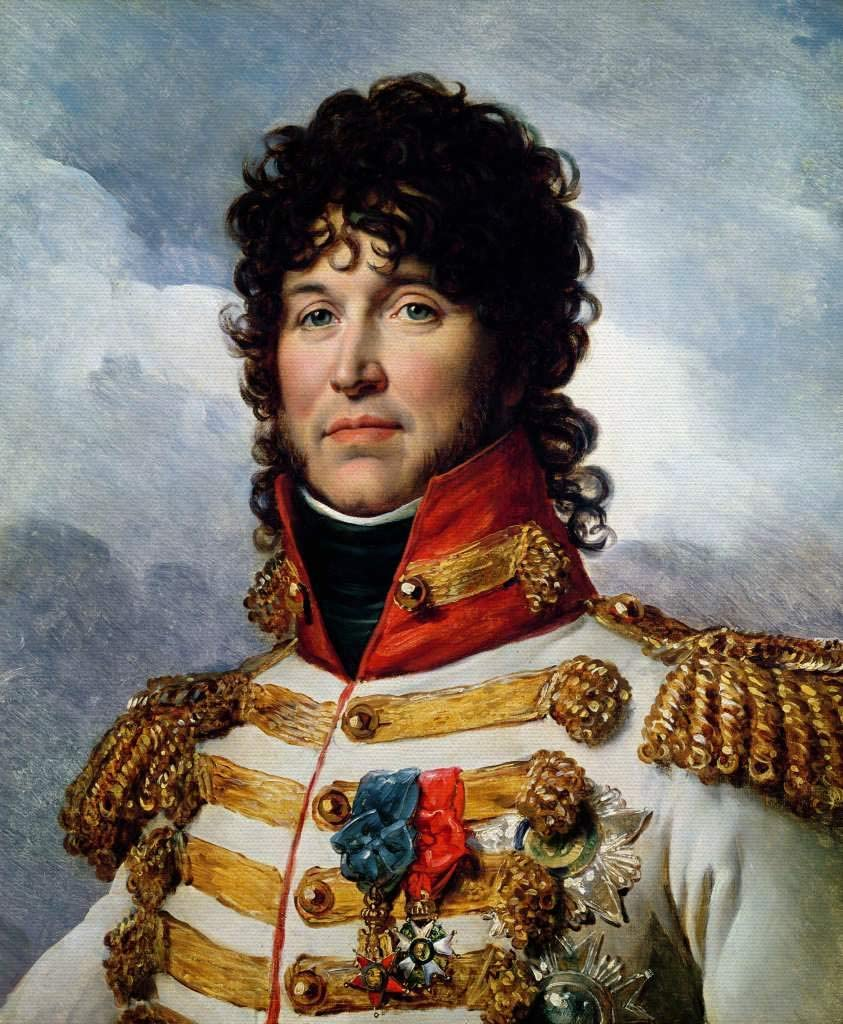
ナポレオン・ボナパルトの義弟ジョアシャン・ミュラ(1767-1815)誕生。

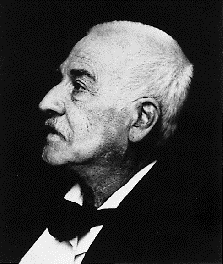
歴史家ヤーコプ・ブルクハルト(1818-1897)誕生。

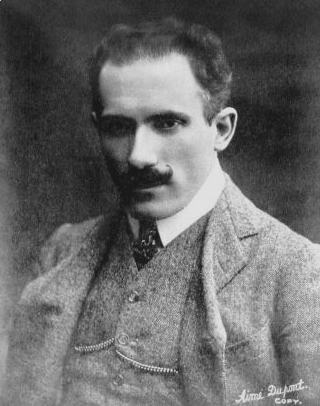
指揮者アルトゥーロ・トスカニーニ(1867-1957)誕生。

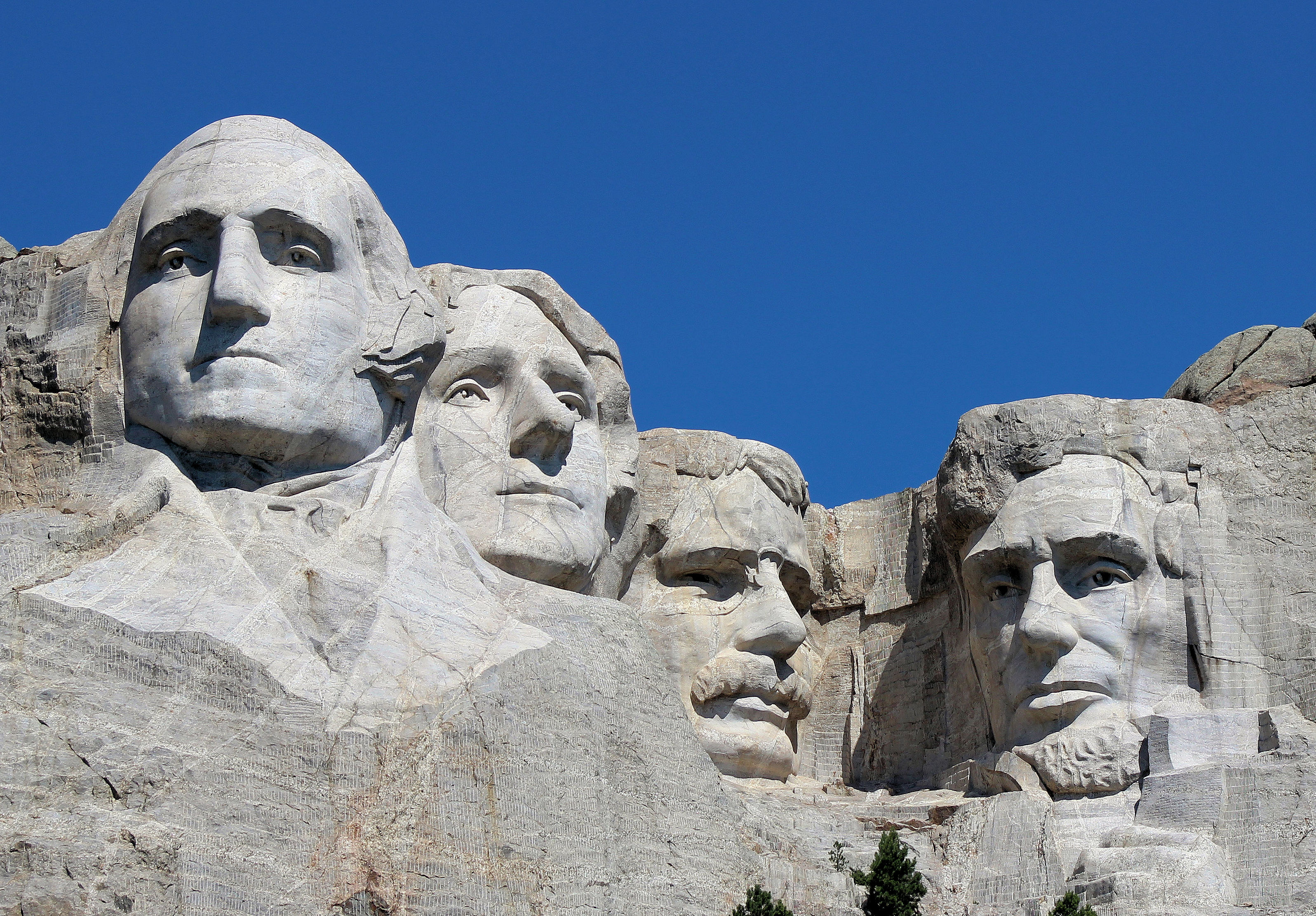
彫刻家ガットスン・ボーグラム(1867-1941)誕生。画像はラシュモア山に彫った大統領の彫像。

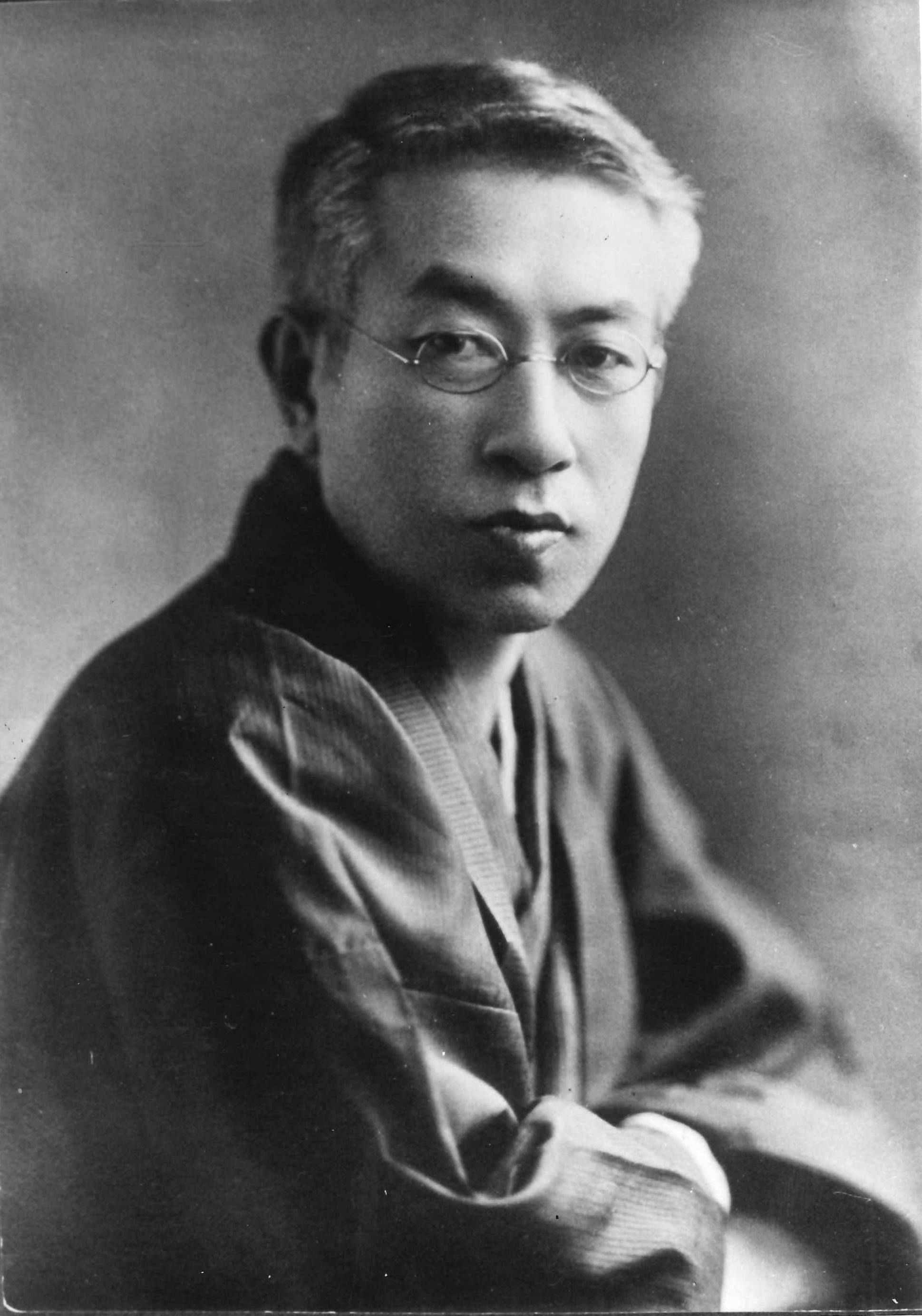
詩人・小説家の島崎藤村(1872-1943)誕生。代表作『若菜集』(1897)、『夜明け前』(1929-1935)。

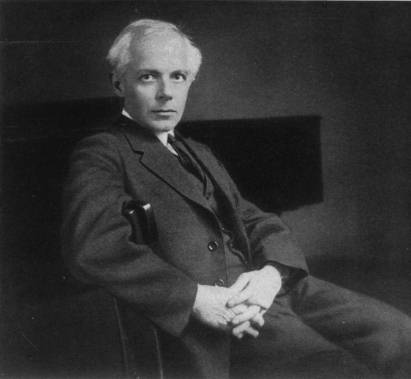
作曲家バルトーク・ベーラ(1881-1945)誕生。

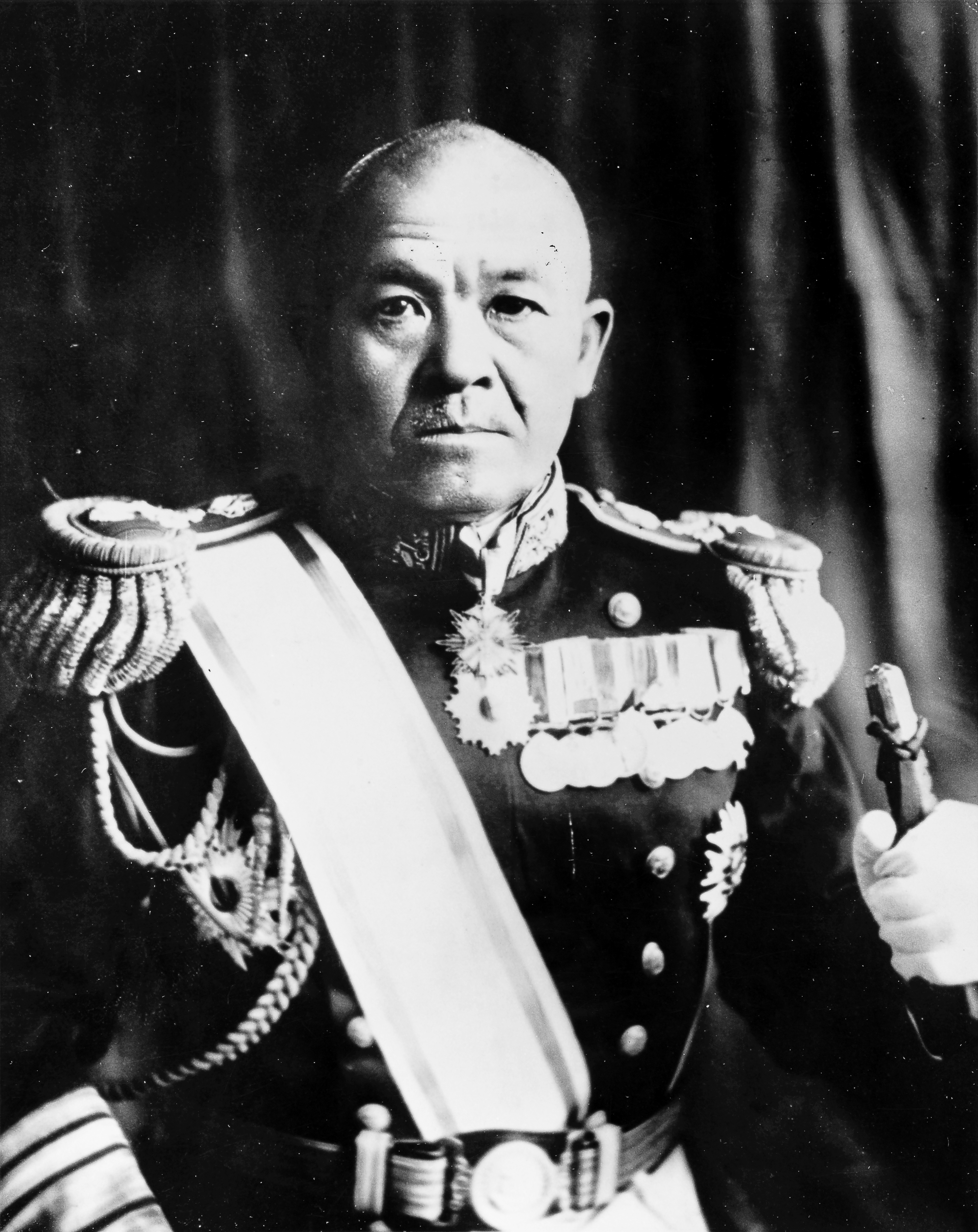
海軍大将南雲忠一(1887-1944)誕生。真珠湾攻撃やミッドウェー海戦を率いた。

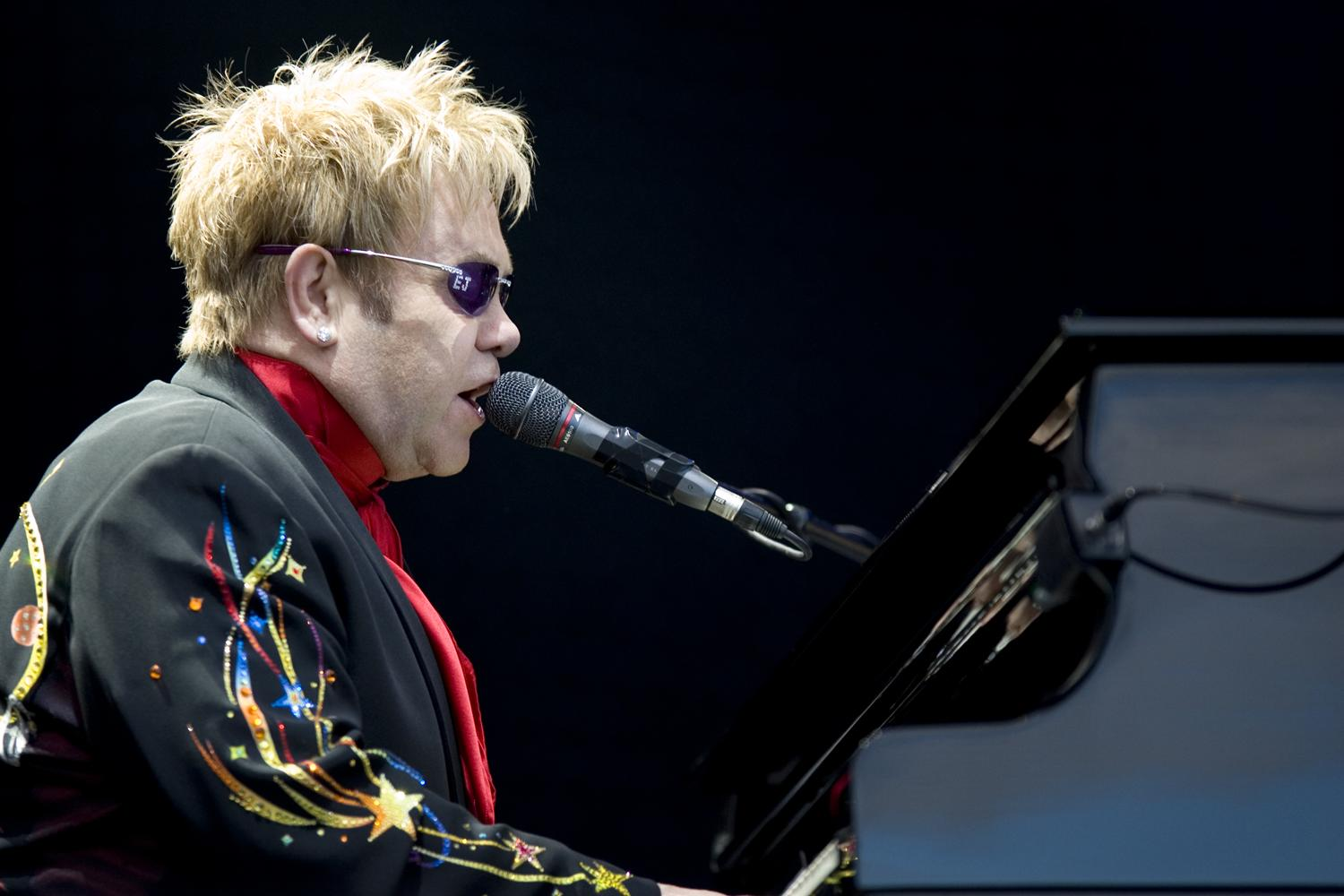
シンガーソングライターエルトン・ジョン(1947-)誕生。

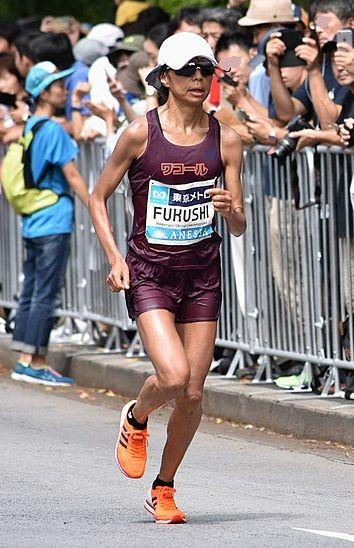
マラソン選手福士加代子(1982-)誕生。

- 1259年 - アンドロニコス2世パレオロゴス、東ローマ帝国皇帝（+ 1332年）
- 1297年 - アンドロニコス3世パレオロゴス、東ローマ帝国皇帝（+ 1341年）
- 1479年 - ヴァシーリー3世、モスクワ大公（+ 1533年）
- 1538年 - クリストファー・クラヴィウス、数学者、天文学者（+ 1612年）
- 1541年 - フランチェスコ1世・デ・メディチ、トスカーナ大公（+ 1587年）
- 1614年 - フアン・カレーニョ・デ・ミランダ、画家（+ 1684年）
- 1631年（寛永8年2月23日） - 松平綱隆、第2代松江藩主（+ 1675年）
- 1692年（元禄5年2月8日） - 徳川継友、第6代尾張藩主（+ 1731年）
- 1699年 - ヨハン・アドルフ・ハッセ、作曲家（+ 1783年）
- 1717年（享保2年2月13日） - 池田宗泰、第4代鳥取藩主（+ 1747年）
- 1767年 - ジョアシャン・ミュラ、軍人（+ 1815年）
- 1778年（安永5年2月27日） - 松平頼説、第8代府中藩主（+ 1833年）
- 1818年 - ヤコブ・ブルクハルト、歴史家（+ 1897年）
- 1832年（天保3年2月23日） - 松平直巳、第10代広瀬藩主（+ 1917年）
- 1835年 - アドルフ・ワグナー、経済学者（+ 1917年）
- 1844年 - アドルフ・エングラー、植物学者 （+ 1930年）
- 1851年（嘉永4年2月23日） - 伊達宗敬、第9代吉田藩主（+ 1876年）
- 1863年 - サイモン・フレクスナー、病理学者、細菌学者（+ 1946年）
- 1865年 - アレクセイ・フォン・ヤウレンスキー、画家（+ 1941年）
- 1865年 - ピエール・ワイス、物理学者（+ 1940年）
- 1867年 - アルトゥーロ・トスカニーニ、指揮者（+ 1957年）
- 1867年 - ガットスン・ボーグラム、彫刻家（+ 1941年）
- 1871年（明治4年2月5日） - 朝永三十郎、哲学者、京都大学名誉教授（+ 1951年）
- 1871年 - イーゴリ・グラーバリ、画家、美術修復家（+ 1960年）
- 1872年（明治5年2月17日） - 島崎藤村、小説家（+ 1943年）
- 1873年 - ルドルフ・ロッカー、無政府主義者、著述家（+ 1958年）
- 1881年 - バルトーク・ベーラ、作曲家（+ 1945年）
- 1882年 - 荻野久作、産婦人科医（+ 1975年）
- 1884年 - 松阪広政、第47代司法大臣（+ 1960年）
- 1884年 - 獅子内謹一郎、野球選手（+ 1941年）
- 1887年 - 南雲忠一、軍人（+ 1944年）
- 1891年 - 清水善造、テニス選手（+ 1977年）
- 1896年 - 岡田源三郎、プロ野球選手、監督（+ 1977年）
- 1897年 - 佐々木吉郎、経営学者、明大経営学部・駒澤大学経営学部創設者、明治大学総長、札幌大学初代学長（+ 1970年）
- 1900年 - 森永太平、実業家（+ 1983年）
- 1903年 - 佐伯勇、実業家（+ 1989年）
- 1903年 - 鈴木三右衛門、俳優（+ 没年不詳）
- 1904年 - 大野林火、俳人（+ 1982年）
- 1905年 - アルブレヒト・メルツ・フォン・クイルンハイム、軍人（+ 1944年）
- 1906年 - 林家染丸（3代目）、落語家（+ 1968年）
- 1906年 - A・J・P・テイラー、歴史家（+ 1990年）
- 1908年 - デヴィッド・リーン、映画監督（+ 1991年）
- 1908年 - ガブリエル・ターヴィル＝ピーター、文学・歴史研究者（+ 1978年）
- 1909年 - 戸井田道三、能楽研究者（+ 1988年）
- 1910年 - 春日一幸、政治家（+ 1989年）
- 1914年 - 十返肇、作家（+ 1963年）
- 1914年 - ノーマン・ボーローグ、農学者（+ 2009年）
- 1915年 - アントーン・ハックル、ドイツ空軍のエース・パイロット（+1984年）
- 1915年 - 帖佐美行、彫金家（+ 2002年）
- 1916年 - 内藤幸三、プロ野球選手（+ 2002年）
- 1917年 - 加藤春雄、プロ野球選手（+ 1961年）
- 1920年 - 近藤啓太郎、小説家、美術評論家（+ 2002年）
- 1920年 - ジャン＝ジョエル・バルビエ、ピアニスト（+ 1994年）
- 1921年 - シモーヌ・シニョレ、女優（+ 1985年）
- 1923年 - 上野重雄、元プロ野球選手
- 1924年 - 京マチ子、女優（+ 2019年）
- 1925年 - パウル・ビーヘル、児童文学作家（+ 2006年）
- 1926年 - リズ・オルトラーニ、作曲家（+ 2014年）
- 1926年 - デレク・ビッカートン、言語学者（+ 2018年）
- 1926年 - 井上嘉弘、元プロ野球選手
- 1927年 - ジェラルド・ワッサーバーグ、地質学者（+ 2016年）
- 1928年 - 池原義郎、建築家（+ 2017年）
- 1928年 - ジム・ラヴェル、宇宙飛行士（+ 2025年）
- 1930年 - 3代目桂春団治、落語家（+ 2016年）
- 1930年 - 長谷川良平、プロ野球選手、監督（+ 2006年）
- 1931年 - 三浦謹一郎、生命科学者（+ 2009年）
- 1933年 - 生方恵一、アナウンサー（+ 2014年）
- 1933年 - 横森良造、アコーディオン奏者（+ 2012年）
- 1934年 - 貴音三郎助 (3代目)、長唄唄方
- 1935年 - 木村七郎、プロボクサー
- 1935年 - フラッシュ・エロルデ、プロボクサー（+ 1985年）
- 1936年 - 平岩嗣朗、元プロ野球選手
- 1937年 - 柴田秀勝、声優
- 1937年 - 山田真二、俳優、歌手（+ 2007年）
- 1940年 - 志茂田景樹、小説家
- 1940年 - 竜崎勝、俳優（+ 1984年）
- 1941年 - 大橋勲、元プロ野球選手
- 1942年 - アレサ・フランクリン、歌手（+ 2018年）
- 1943年 - 佐藤オリエ、女優
- 1943年 - 福島泰樹、歌人
- 1946年 - ダニエル・ベンサイド、哲学者（+ 2010年）
- 1947年 - エルトン・ジョン、シンガーソングライター
- 1947年 - ポール・レヴィンソン、小説家、社会学者
- 1948年 - 橋本治、小説家（+ 2019年）
- 1949年 - 松本文明、政治家
- 1950年 - きよ彦、着物デザイナー（+ 2019年）
- 1950年 - 小室しげ子、漫画家
- 1951年 - ジャンボ鶴田、プロレスラー（+ 2000年）
- 1957年 - 的場均、騎手、調教師
- 1957年 - 川本幸生、高校野球監督（+ 2010年）
- 1958年 - 新井正人、歌手、作曲家
- 1958年 - 沖田さとし、俳優
- 1958年 - 小林美樹、歌手、アナウンサー
- 1959年 - 嘉門タツオ、シンガーソングライター
- 1959年 - 原田宗典、小説家
- 1959年 - 長澤靖、挿絵画家
- 1960年 - 毬谷友子、女優
- 1961年 - 小曽根真、ジャズピアニスト
- 1961年 - 山下和仁、ギタリスト
- 1961年 - 青木一彦、政治家
- 1962年 - マーシャ・クロス、女優
- 1964年 - 宮平保、中国武術家
- 1965年 - サラ・ジェシカ・パーカー、女優
- 1965年 - ステフカ・コスタディノヴァ、陸上競技選手
- 1966年 - 堀部圭亮、タレント
- 1966年 - 二階堂智、俳優
- 1966年 - 宮川一朗太、俳優
- 1966年 - 中村和恵、比較文学者、エッセイスト
- 1966年 - ヤマジカズヒデ、ミュージシャン（dip）
- 1966年 - ジェフ・ヒーリー、ミュージシャン（+ 2008年）
- 1966年 - トム・グラビン、元プロ野球選手
- 1967年 - マシュー・バーニー、現代美術家
- 1967年 - デヴィ・トーマス、フィギュアスケート選手
- 1967年 - 沢木和也、AV男優（+ 2021年）
- 1969年 - 後藤祐一、政治家
- 1969年 - あんど慶周、漫画家、イラストレーター
- 1969年 - 瀬戸輝信、元プロ野球選手
- 1969年 - エリック・シュールストロム、元プロ野球選手
- 1969年 - スコット・サンダース、元プロ野球選手
- 1969年 - ジェフ・ウォーカー、音楽家
- 1969年 - トラビス・フライマン、元プロ野球選手
- 1970年 - さがね正裕、お笑いタレント（X-GUN）
- 1971年 - 登坂栄児、実業家、大日本プロレス統括部長
- 1971年 - ステーシー・ドラギラ、陸上競技選手
- 1972年 - アンミカ、ファッションモデル
- 1973年 - アンダース・フリーデン、ミュージシャン
- 1973年 - 稲光伸二、漫画家
- 1973年 - 笹沼晃、声優
- 1973年 - ジョディ・ハーラー、元野球選手
- 1975年 - 金村康平、元プロ野球選手
- 1975年 - 青木希久子、アナウンサー
- 1975年 - 宮原るり、漫画家
- 1975年 - ミゲル・メヒア、元プロ野球選手
- 1976年 - Nana、タレント、歌手（MAX）
- 1976年 - ヤナギブソン、お笑いタレント（ザ・プラン9）
- 1976年 - ジジ・リョン、タレント
- 1976年 - ケン・ロイド、ミュージシャン（FAKE?、オブリヴィオン・ダスト）
- 1976年 - ウラジミール・クリチコ、プロボクサー
- 1976年 - 高橋賢次、運送業、『SASUKE』の有力選手
- 1976年 - 太谷智一、気象予報士
- 1977年 - 和田聰宏、俳優
- 1978年 - 野仲美貴、タレント
- 1978年 - TAMA、漫画家、イラストレーター
- 1979年 - はいだしょうこ、タレント
- 1980年 - 秋田ひろむ、ミュージシャン（amazarashi）
- 1980年 - 中村まゆみ、舞台女優、お笑い芸人
- 1980年 - オレグ・ボイコ、フィギュアスケート選手
- 1980年 - ニール・コッツ、プロ野球選手
- 1980年 - 大悟、お笑いタレント （千鳥）
- 1981年 - 町田慎吾、俳優、ダンサー、振付師（元ジャニーズJr.、元Musical Academy）
- 1981年 - 林恩宇、元プロ野球選手
- 1981年 - 陽森、元プロ野球選手
- 1981年 - 阿部敦[14]、声優
- 1981年 - ケイシー・ナイスタット、映像作家、YouTuber
- 1982年 - 福士加代子、陸上競技選手
- 1982年 - ダニカ・パトリック、レーシングドライバー
- 1982年 - 小谷嘉一、俳優
- 1983年 - 溝口涼子、漫画家
- 1984年 - 伊藤裕一、俳優、脚本家
- 1984年 - 吉田智大、アナウンサー
- 1984年 - 新田泉、歌手
- 1985年 - 平塚奈菜、タレント
- 1985年 - 荻野なお、女優
- 1985年 - 小林裕介、声優
- 1986年 - マルコ・ベリネッリ、バスケットボール選手
- 1986年 - 小熊美香、アナウンサー
- 1987年 - 織田信成、フィギュアスケート選手
- 1987年 - 柳賢振、プロ野球選手
- 1987年 - ビクトル・オビンナ、サッカー選手
- 1987年 - 葉加瀬マイ、タレント
- 1988年 - miko、歌手
- 1988年 - 八十島智美、元ハンドボール選手
- 1988年 - ビッグ・ショーン、ヒップホップMC
- 1990年 - 鈴木梨乃、アイドル、女優
- 1990年 - 桐島里菜、女優
- 1990年 - 山本浩史、柔道選手
- 1990年 - 井上菜摘、漫画家
- 1990年 - エリスベル・アルエバルエナ、野球選手
- 1990年 - メーメット・エキッチ、サッカー選手
- 1990年 - アレクサンダー・エッスヴァイン、サッカー選手
- 1990年 - ヘイデルソン・レイチ・リマ、サッカー選手
- 1991年 - 鈴川絢子、お笑いタレント
- 1991年 - 田代佳奈美、バレーボール選手
- 1992年 - Machico、声優、歌手
- 1993年 - 福本愛菜、タレント、アイドル（元NMB48）
- 1993年 - 宮舘涼太、アイドル（Snow Man）
- 1993年 - 奥村美香[15]、モデル、レースクイーン
- 1993年 - imiga、YouTuber、ラッパー（カイワレハンマー）
- 1993年 - 温智豪、サッカー選手
- 1995年 - 志村秀哉、アイドル （超特急）
- 1996年 - 坂口佳穂、ビーチバレー選手
- 1996年 - たっか、YouTuber（マナル隊）
- 1998年 - 田中奈月、元アイドル、女優
- 1998年 - 湯澤花梨、喜劇女優
- 1999年 - 誠、お笑い芸人（ヨネダ2000）
- 1999年 - メカ・ワカメ、元アイドル（ふぇありーているず!）
- 1999年 - マイキー・マディソン、女優
- 2001年 - 髙田真史帆、アイドル（元TREASURE）
- 2002年 - 佐々木りお、女優
- 2002年 - ピート・クロウ＝アームストロング、プロ野球選手
- 2003年 - 西川史礁、プロ野球選手
- 生年不詳 - 田口康裕、ゲームクリエイター
- 生年不詳 - 松本達哉、作曲家
- 生年不詳 - 上田朱音、声優
- 生年不詳 - 大越多佳子、声優
- 生年不詳 - 小川智代、声優
- 生年不詳 - 天神有海、声優
- 生年不詳 - 長谷徳人、声優
- 生年不詳 - 吉田小百合、声優
- 生年不詳 - あほすたさん、漫画家
- 生年不詳 - 黒娜さかき、漫画家
- 生年不詳 - 東雲龍、漫画家
- 生年不詳 - 月吉ヒロキ、漫画家
- 生年不詳 - 溝口涼子、漫画家

### 人物以外（動物など）
- 1976年 - アグネスレディー、競走馬（+ 1993年）
- 1986年 - サンデーサイレンス、競走馬（+ 2002年）
- 1992年 - プライムステージ、競走馬（+ 2014年）
- 1993年 - サクラスピードオー、競走馬（+ 2019年）
- 1993年 - ゼネラリスト、競走馬（+ 2020年）
- 1995年 - ウイングアロー、競走馬（+ 2019年）
- 1995年 - スエヒロコマンダー、競走馬（+ 2018年）
- 1996年 - メイショウドトウ、競走馬
- 2002年 - ディープインパクト、競走馬（+ 2019年）
- 2014年 - ファッショニスタ、競走馬

## 忌日

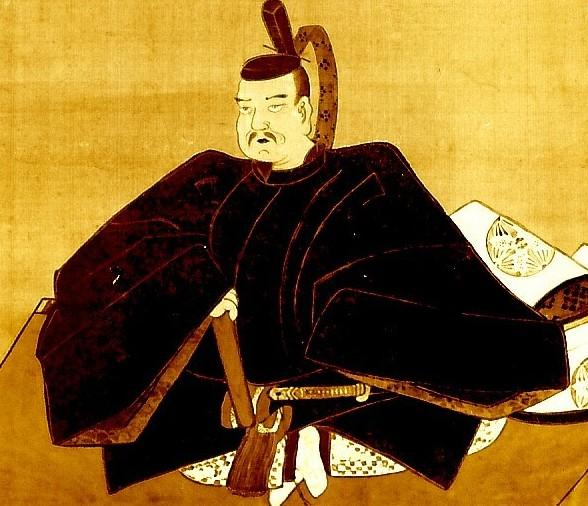
平将門(?-940)、承平天慶の乱にて討死。画像は昭和20年戦災で焼失した築土神社旧蔵の平将門像。

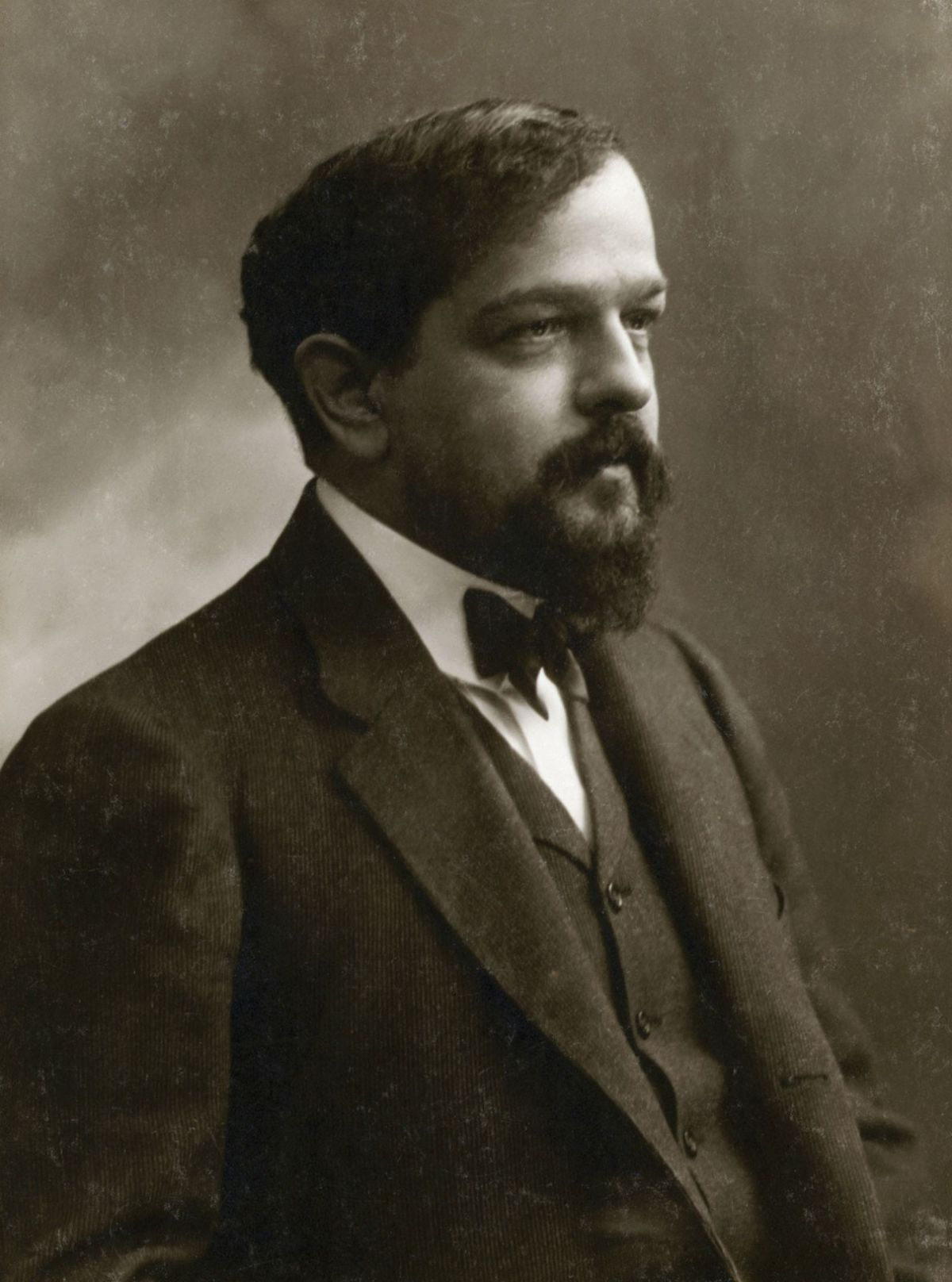
印象主義音楽の作曲家、クロード・ドビュッシー(1862-1918)没。

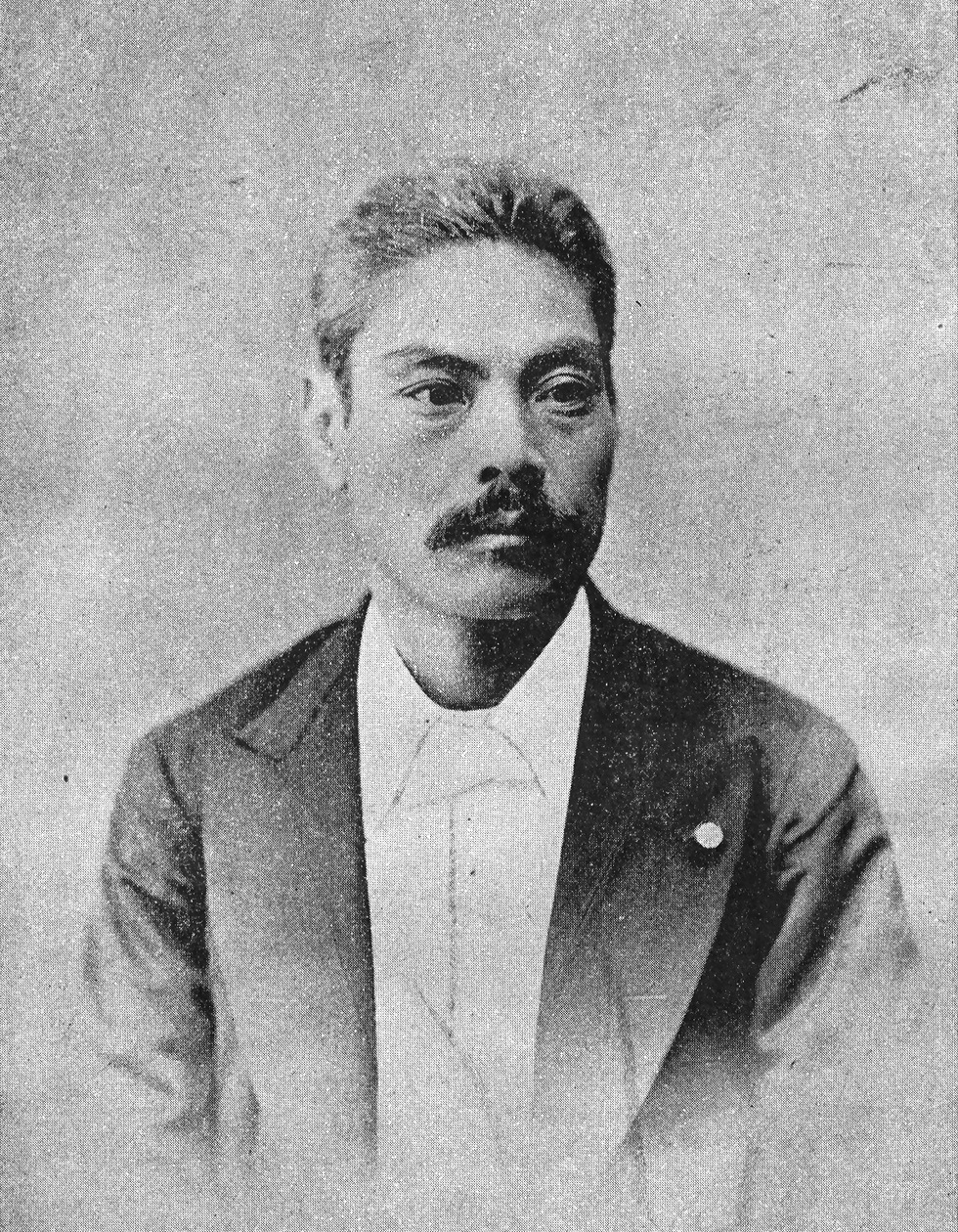
三菱財閥2代目総帥岩崎弥之助(1851-1908)没。兄岩崎弥太郎の死後、三菱商会社長に就く。1929年第4代日銀総裁に就任。金本位制を採用し、日本の金融制度の確立に貢献した。

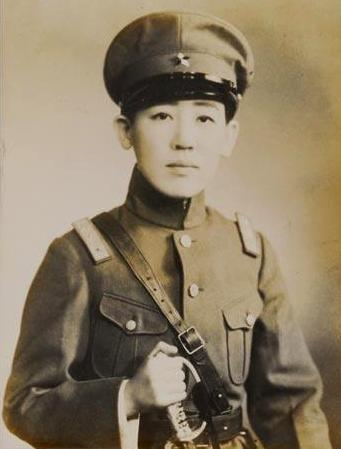
日本軍の諜報員川島芳子(1907-1948)刑死。

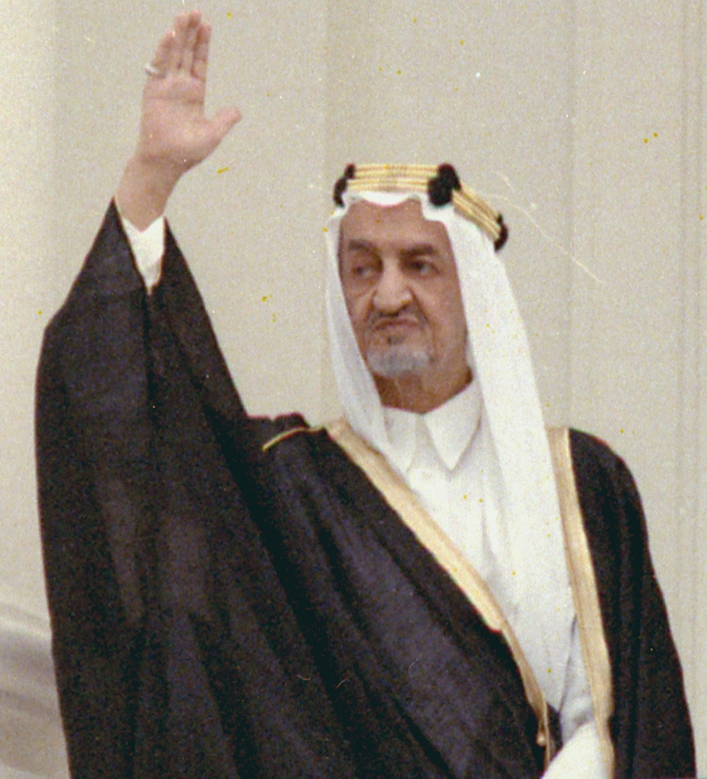
第3代サウジアラビア国王ファイサル(1905-1975)暗殺。

- 603年（推古天皇11年2月4日） - 来目皇子、飛鳥時代の皇族
- 940年（天慶3年2月14日） - 平将門、武将、新皇（* 生年不詳）
- 1223年 - アフォンソ2世、ポルトガル王（* 1185年）
- 1558年 - マルコス・デ・ニサ、探検家（* 1495年頃）
- 1561年 - コンラドゥス・リュコステネス、モラリスト（* 1518年）
- 1603年（慶長8年2月13日） - 生駒親正、高松藩主（* 1526年）
- 1712年 - ネヘミア・グルー、植物解剖者、医者（* 1641年）
- 1738年 - ターロック・オキャロラン、ハープ奏者（* 1670年）
- 1743年（寛保3年2月30日） - 蜂須賀宗英、第7代徳島藩主（* 1684年）
- 1751年 - フレドリク1世、スウェーデン王（* 1676年）
- 1801年 - ノヴァーリス、小説家（* 1772年）
- 1818年 - ヘンリー・リー (3世)、バージニア州知事（* 1756年）
- 1860年 - ジェイムズ・ブレイド、外科医、催眠研究者（* 1795年）
- 1867年 - ジャック・イニャス・イトルフ、建築家（* 1792年）
- 1867年 - フリードリープ・フェルディナント・ルンゲ、化学者（* 1794年）
- 1873年 - ヴィルヘルム・マーストラン、画家（* 1810年）
- 1891年 - 斉藤きち、芸者（* 1841年）
- 1892年 - 三島億二郎、越後長岡藩大参事（* 1825年）
- 1897年 - チャールズ・エリオット、造園家、都市計画家（* 1859年）
- 1905年 - 松前修広、松前藩主（* 1865年）
- 1908年 - 岩崎弥之助、実業家、三菱財閥2代目総帥（* 1851年）
- 1911年 - 青木繁、洋画家（* 1882年）
- 1914年 - フレデリック・ミストラル、詩人（* 1830年）
- 1916年 - イシ、ヤヒ族インディアン最後の人物（* 1860年頃）
- 1918年 - クロード・ドビュッシー、音楽家、作曲家（* 1862年）
- 1919年 - 辰野金吾、建築家（* 1854年）
- 1934年 - 中橋徳五郎、政治家、実業家（* 1861年）
- 1936年 - 山本条太郎、南満洲鉄道総裁（* 1867年）
- 1948年 - 真山青果、劇作家、小説家（* 1878年）
- 1948年 - 川島芳子、情報員（* 1907年）
- 1951年 - エディ・コリンズ、元プロ野球選手（* 1887年）
- 1953年 - 5代目柳亭左楽、落語家（* 1872年）
- 1953年 - 柳家つばめ (3代目)、落語家（* 1884年）
- 1957年 - 片岡良一、国文学者（* 1897年）
- 1957年 - マックス・オフュルス、映画監督（* 1902年）
- 1961年 - アーサー・ドルリー、国際サッカー連盟会長（* 1891年）
- 1964年 - ペンティ・エーリス・エスコラ、地質学者（* 1883年）
- 1968年 - 下村定、陸軍大臣（* 1887年）
- 1975年 - ファイサル、サウジアラビア王（* 1906年）
- 1976年 - ヨゼフ・アルバース、美術家（* 1888年）
- 1978年 - 橋本凝胤、僧侶、仏教学者、奈良・薬師寺元管主、法相宗管長（* 1897年）
- 1979年 - 安藝ノ海節男、大相撲第37代横綱（* 1914年）
- 1980年 - 櫻田常久、小説家（* 1897年）
- 1980年 - ミルトン・エリクソン、精神科医、心理学者（* 1901年）
- 1980年 - 向江璋悦、法学者（* 1910年）
- 1980年 - ワルター・ジュスキント、指揮者（* 1913年）
- 1980年 - ロラン・バルト、思想家（* 1915年）
- 1981年 - 金永祚、プロ野球選手（* 1923年）
- 1986年 - 増田卓、元プロ野球選手（* 1921年）
- 1989年 - 秋好馨、漫画家、画家（* 1912年）
- 1991年 - 橋本明治、日本画家（* 1904年）
- 1991年 - 細田徳寿、政治家、大分県知事（* 1904年）
- 1991年 - アイリーン・ジョイス、ピアニスト（* 1908年）
- 1991年 - 田村魚菜、料理研究家（* 1915年）
- 1993年 - 戸浦六宏、俳優（* 1930年）
- 1994年 - 佐瀬勇次、将棋棋士（* 1919年）
- 1995年 - 高橋庄次郎、政治家、元蕨市長（* 1912年）
- 1995年 - ジェームズ・コールマン、社会学者（* 1926年）
- 1996年 - 佐藤朔、フランス文学者（* 1905年）
- 1998年 - 中田大三、実業家、神戸電鉄グループ社長（* 1914年）
- 1999年 - リシャルト・バクスト、ピアニスト（* 1926年）
- 1999年 - カル・リプケン・シニア（英語版）、元プロ野球選手、監督（* 1935年）
- 1999年 - 上月晃、女優、歌手（* 1942年）
- 2001年 - ラリー・ランズバーグ、映画監督（* 1911年）
- 2001年 - 福岡義登、政治家、元三次市長（* 1923年）
- 2001年 - 塩瀬盛道、元プロ野球選手（* 1931年）
- 2002年 - 市川久夫、劇映画、テレビドラマプロデューサー（* 1914年）
- 2002年 - 高村新一、英文学者、東京大学名誉教授（* 1914年）
- 2002年 - 逸見武光、精神科医（* 1925年）
- 2003年 - 古尾谷雅人、俳優（* 1957年）
- 2004年 - 秦藤樹、医学者、元北里大学学長（* 1908年）
- 2004年 - 市古貞次、文学者、元日本学士院院長（* 1911年）
- 2004年 - 下川辰平、俳優（* 1928年）
- 2006年 - リチャード・フライシャー、映画監督（* 1916年）
- 2007年 - 島尾ミホ、小説家（* 1919年）
- 2007年 - 戸田昌男、実業家、、第5代スズキ社長（* 1935年）
- 2007年 - アンドラニク・マルカリャン、アルメニア首相（* 1951年）
- 2008年 - ジーン・ピュアリング、歌手、編曲者（* 1929年）
- 2009年 - 小山晃佑、牧師、宣教師、神学者（* 1929年）
- 2009年 - 遠藤幸雄、体操選手（* 1937年）
- 2009年 - ダン・シールズ（英語版）、ミュージシャン（*1948年）
- 2010年 - 富永嘉郎、元プロ野球選手（* 1917年）
- 2010年 - 大森実、ジャーナリスト（* 1922年）
- 2010年 - 潮喬平、陸上競技選手（* 1934年）
- 2010年 - 大木英夫、歌手（* 1943年)
- 2011年 - 柴谷篤弘、生物学者、京都精華大学名誉教授（* 1920年）
- 2012年 - アントニオ・タブッキ、作家、学者、シエナ大学教授（* 1943年）
- 2013年 - アンソニー・ルイス、ジャーナリスト、ピューリッツァー賞受賞者（* 1927年）
- 2014年 - 藤本安騎生、俳人（* 1928年）
- 2015年 - 笠原淳、小説家（* 1936年）
- 2017年 - 水野勝、官僚、元国税庁長官、元日本たばこ産業社長（* 1932年）
- 2017年 - エルンスト・ザイラー、ピアニスト（* 1934年）
- 2017年 - 黒澤浩樹、空手家（* 1962年）
- 2018年 - リンダ・ブラウン（英語版）、ブラウン対教育委員会裁判原告（* 1943年）
- 2018年 - ソ・ミヌ、歌手、俳優（100％）(* 1985年)
- 2018年 - 山下弘子、闘病記著者（* 1992年）
- 2019年 - 赤堀千恵美、料理研究家、赤堀料理学園名誉校長（* 1936年）
- 2020年 - クレド・ムトワ、シャーマン（* 1921年）
- 2020年 - マーク・ブラム、俳優（* 1950年）
- 2020年 - フロイド・カルドス、シェフ（* 1960年）
- 2021年 - ビバリー・クリアリー、児童文学作家（* 1916年）
- 2021年 - スタン・アルベック、バスケットボール指導者（* 1931年）
- 2021年 - ラリー・マクマートリー、作家、脚本家（*1936年）
- 2021年 - ベルトラン・タヴェルニエ、映画監督（* 1941年）
- 2022年 - グレース・アレレ＝ウィリアムズ、数学教師（* 1932年）
- 2022年 - 瀬戸健一郎、政治家（* 1962年）
- 2022年 - テイラー・ホーキンス、ロックミュージシャン、ドラム奏者（* 1972年）
- 2022年 - ヤコフ・レザンツェフ、陸軍軍人、ロシア陸軍中央軍管区第49諸兵科連合軍司令官（* 1973年）
- 2023年 - 安部和春、元プロ野球選手（* 1940年）
- 2023年 - 黒土三男、脚本家、映画監督（* 1947年）
- 2024年 - 相川堅治、政治家、元千葉県富里市長（* 1940年）
- 2024年 - ポーラ・ワインスタイン、映画プロデューサー（* 1945年）
- 2024年 - 天児牛大、舞踏家、振付家、演出家、舞踏カンパニー山海塾主宰（* 1949年）
- 2025年 - 篠田正浩、映画監督（* 1931年）
- 2025年 - 榊原宣、外科医、順天堂大学名誉教授（* 1931年）
- 2025年 - 森悠子、ヴァイオリニスト（* 1944年）
- 2025年 - 木原敏雄、ミュージシャン（NOBODY）（* 1949年）

## 記念日・年中行事

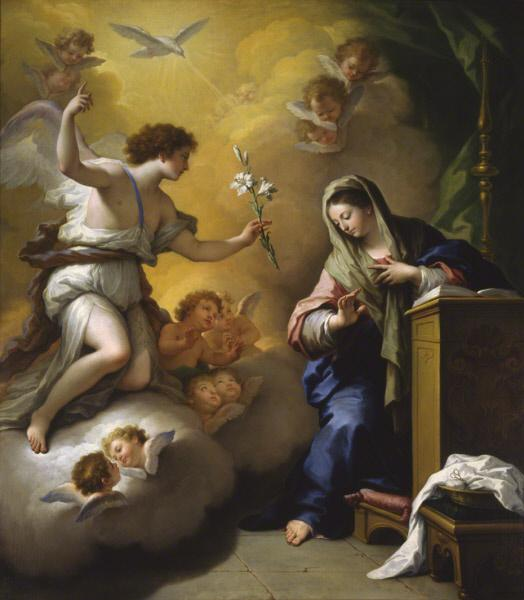
受胎告知。パオロ・デ・マティス画(1712)

- 勾留中または行方不明のスタッフと連帯する国際デー(International Day of Solidarity with Detained and Missing Staff Members)（ 世界）
国際デーの一つ。世界各地で勾留中または行方不明の国連職員を賛え、早期の解放を求める日。1985年のこの日に、ベイルートで国連情報センターのスタッフとジャーナリストが誘拐されたことにちなむ。
- 奴隷及び大西洋間奴隷貿易犠牲者追悼国際デー(International Day of Remembrance of the Victims of Slavery and the Transatlantic Slave Trade)（ 世界）
2007年の国連総会で制定された国際デー。
- 独立記念日（ ギリシャ）
1821年のこの日、ギリシャがオスマン帝国からの独立を宣言した。
- 自由の日 (ベラルーシ)
1918年のベラルーシ人民共和国の建国を記念した、非公式の祝日。また、ベラルーシ国内ではルカシェンコ政権への抗議活動が行われる日でもある。
- 聖母マリアお告げの祝日（キリスト教）
受胎告知の日。
- 電気記念日（ 日本）
1878年3月25日に、東京・銀座木挽町に開設された中央電信局の開局祝賀会が虎ノ門の工部大学校（現在の東京大学工学部）で開かれ、式場に50個のアーク灯が点灯された。これを記念して日本電気協会が1927年9月に制定。